# UTC−2
| Süd-Sommer-/Nord-NormalzeitSeegebiet | Nord-Sommer-/Süd-NormalzeitStandardzeit ganzjährig |

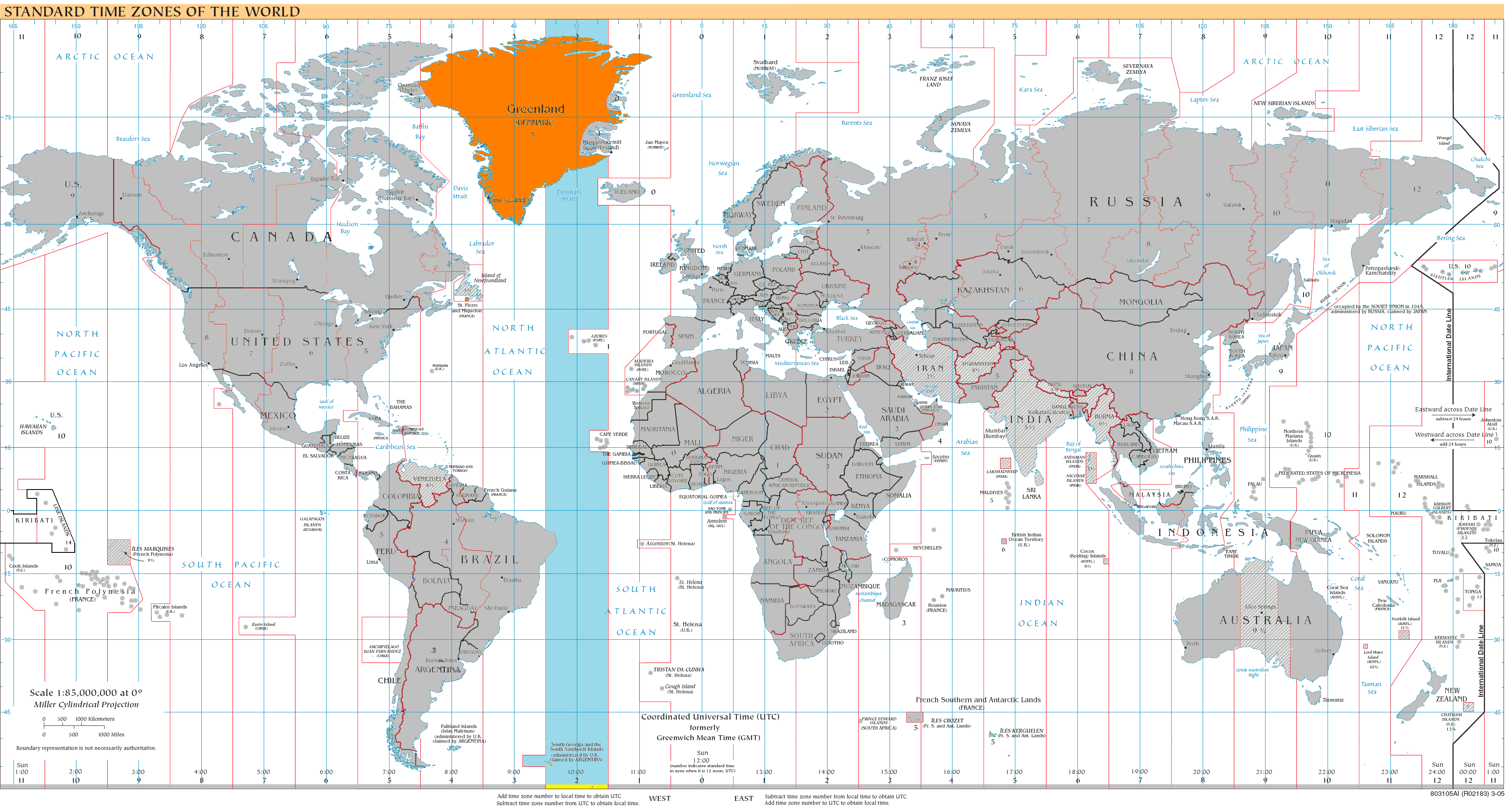
UTC−2:

UTC−2 ist eine Zonenzeit, die den Längenhalbkreis 30° West als Bezugsmeridian hat. Auf Uhren mit dieser Zonenzeit ist es zwei Stunden früher als die koordinierte Weltzeit (UTC), drei Stunden früher als die mitteleuropäische Zeit (MEZ) und vier Stunden früher als die mitteleuropäische Sommerzeit (MESZ).
Am Meridian 30° W (−30°) wird der tägliche Sonnenhöchststand erst zwei Stunden später (2 · −15° = −30°) erreicht als am Nullmeridian.

## Geltungsbereich (ohne Sommerzeiten)
- Brasilien:
  -  Fernando de Noronha
  -  Rocas-Atoll (unbewohnt)
  -  Sankt-Peter-und-Sankt-Pauls-Felsen
  -  Trindade und Martim Vaz (unbewohnt)
- Dänemark:
  -  Grönland (überwiegend)
- Vereinigtes Königreich:
  -  Südgeorgien und die Südlichen Sandwichinseln